# 太田真二
太田 真二（おおた しんじ、1965年5月19日 -）は、日本の実業家。東京都出身。早稲田大学卒業後、複数の民間企業を経て起業した。農業のIT化促進のための活動を展開し、農林水産省主催のイベントで講演なども行っている。農業研究専門家とのアライアンスを通じて、日本における農業の発展と熱帯果樹の普及に取り組む。

## 略歴
- 1965年 東京都北区生まれ
- 1984年 都立小石川高校卒業
- 1989年 早稲田大学法学部卒業（奥島孝康ゼミ出身）
- 1989年 日本電気株式会社に入社。海外コンピュータ事業推進本部、アジア事業第一部、中国ビジネスシステム部で事業計画を担当。
- 1996年 ローム・アンド・ハース社に入社。ファイナンシャルアナリストやビジネスサポートマネージャーを歴任。
- 2004年 アリスタライフサイエンスに入社。経営企画部長を経たのち、日本・アジア・ライフサイエンス事業本部でチーフファイナンシャルオフィサーを歴任。情報システムの統括も行う。
- 2011年 ストローマン・ジャパンに入社。チーフファイナンシャルオフィサーとしてファイナンシャルマネージメントを行うと同時に、ロジスティクス、情報システムなどのオペレーション部門を担当。
- 2012年 株式会社クリエイティブハウスコーポレーションを創業。
- 2014年 農業経営支援アプリ「アグリマネージャー」をリリースし、セールスフォース・ドットコム（現・セールスフォース）のAppExchange[注 1] に掲載

## 事業活動

### クリエイティブハウスコーポレーション
2012年に設立した同社のファウンダーとして、事業の3本柱を支援している。「ハートをかたどった緑色のふたば」は同社のオリジナルロゴである。
- コンシューマーサポート事業

ベジファースト・ドットコムのブランドでEコマース事業を展開し、農産物や果樹苗などを扱っている。国内の熱帯果樹に関する調査を行い、2014年に、台湾を拠点とするFood and Fertilizer Technology Centerのテーマであった東南アジア諸国の熱帯果樹の輸出に関して論文を発表している。同論文の発表にあたり、ベトナムのホーチミン市で開催されたワークショップに参加し、調査概要についてのプレゼンテーションを行っている。 当該ワークショップは台湾のFood and Fertilizer Technology Centerのほか、ベトナムのSouthern Horticultural Research Institute (SOFRI)の共催により開催された。ワークショップの概要は熱帯果樹についての調査研究をグローバルに進めるTFNetでも報告されている。
- グローワーサポート事業

農業経営支援ソフトウェア「アグリマネージャー」を開発・運営している。2014年にリリースされ、エンタープライズエディションにスタンダードエディションが加わり、日本農業新聞に「話題の商品」として紹介している。 セールスフォース・ドットコムのAppExchangeに掲載されている。日本熱帯果樹協会所属。熱帯果樹栽培の専門家である米本仁巳（農学博士）とともに、熱帯果樹栽培の指導を行うアボカドネットを展開し、日本における熱帯果樹栽培の普及活動を行なっている。農業ITとEコマースの連携をコンセプトにして、特に熱帯果樹の分野に注力している。
- エンタープライズサポート事業

法人向けに業務プロセスの改善を始めとするプロジェクトマネージメントに取り組む。事業会社での基幹システム導入支援や収益改善プロジェクトを進めている。

### 日本熱帯果樹協会
2013年に日本熱帯果樹協会の事務局を担当している。

## 講演
農林水産省主催の意見交流会 で農業IT分野に関する講演を実施している。国内の大手企業を始め、農業向けのソリューションを提供するITベンダー等が、ICTを活用したサービスを提案している。
- 『農業のICT化推進によるノウハウ継承と 成長産業への転換』（2015年） - 農林水産省[8]
- 『組織内の農業経営情報を一元管理』（2016年）クリエイティブハウスコーポレーション（関東農政局でのプレゼンテーション）[注 3]

## 論文
- Overview on Tropical Fruit in Japan[9] (2014) - Food and Fertilizer Technology Center[注 4]

日本におけるトロピカルフルーツ市場に関する考察を行っている。

## 主な出身企業
- 日本電気株式会社
- ゴールドマンサックス証券
- ロームアンドハースジャパン株式会社
- アリスタライフサイエンス株式会社
- ストローマンジャパン株式会社
- アシスト・ジャパン株式会社